# Село-при-Жировниці
Село-при-Жировниці (словен. Selo pri Žirovnici) — поселення в общині Жировниця, Горенський регіон, Словенія. Висота над рівнем моря: 552 м.